# SERTAD1
SERTAD1‏ (SERTA domain containing 1 variant) هوَ بروتين يُشَفر بواسطة جين SERTAD1 في الإنسان.